# اوتوشو-رواد
اوتوشو-رواد (به فرانسوی: Autechaux-Roide) یک کمون در فرانسه است که در canton of Hérimoncourt واقع شده‌است. اوتوشو-رواد ۶٫۵۶ کیلومتر مربع مساحت دارد.